# Guldbaggen för bästa prestation
Guldbaggen för bästa prestation var en kortvarig kategori på den årliga Guldbaggegalan, där den ersatte den tidigare kategorin Guldbaggen för kreativa insatser. Priset tilldelades filmarbetare som saknade en egen kategori, och var aktivt mellan filmåren 2000 och 2006. Det var uppdelat i två subkategorierna Bästa prestation bild och Bästa prestation ljud. 
Inför den 47:e galan blev kategorin ersatt av Guldbaggen för särskilda insatser.

## Pristagare

### Bästa prestation bild
Priset tilldelades en filmarbetare tillhörande någon av yrkeskategorierna filmklippare, scenograf, kostym, maskör, special effects och animation.
| År          | Pristagare       | Yrkeskategori | Motivering                                 |
| ----------- | ---------------- | ------------- | ------------------------------------------ |
| 2000 (36:e) | Fredrik Morheden | filmklippare  | För sin insats i Det nya landet            |
| 2001 (37:e) | Darek Hodor      | filmklippare  | För sin insats i Livvakterna               |
| 2002 (38:e) | Jan Olof Ågren   | scenograf     | För sin insats i Den osynlige              |
| 2003 (39:e) | Anna Asp         | scenograf     | För sin insats i Ondskan                   |
| 2004 (40:e) | Sofia Lindgren   | filmklippare  | För sin insats i Hip hip hora!             |
| 2005 (41:a) | Jaana Fomin      | kostymör      | För sin insats i Tjenare kungen            |
| 2006 (42:a) | Marina Krig      | scenograf     | För sin insats i Tusenbröder – Återkomsten |

### Bästa prestation ljud
Priset tilldelades en filmarbetare tillhörande någon av yrkeskategorierna ljudtekniker/ljudmixare och kompositör.
| År          | Pristagare                       | Yrkeskategori           | Motivering                                      |
| ----------- | -------------------------------- | ----------------------- | ----------------------------------------------- |
| 2000 (36:e) | Jan Alvermark                    | ljudtekniker/ljudmixare | För sin insats i Sånger från andra våningen     |
| 2001 (37:e) | Gábor Pasztor                    | ljudtekniker/ljudmixare | För sin insats i Hans och hennes                |
| 2002 (38:e) | Johan Söderberg                  | kompositör              | För sin insats i Tokyo Noise                    |
| 2003 (39:e) | Bo Persson och Stefan Ljungberg  | ljudtekniker/ljudmixare | För sina insatser i Kommer du med mig då        |
| 2004 (40:e) | Lasse Liljeholm och Eddie Axberg | ljudtekniker/ljudmixare | För sina insatser i The Queen of Sheba's Pearls |
| 2005 (41:a) | Adam Nordén                      | kompositör              | För sin insats i Zozo                           |
| 2006 (42:a) | Fabian Torsson                   | kompositör              | För sin insats i Förortsungar                   |